# Program Človek in biosfera
Program Človek in biosfera (angleško Man and the Biosphere programme; kratica MAB) je Unescov medvladni raziskovalni program, ki potrjuje biosferne rezervate, kot koncept in sredstvo za uresničitev trajnostnega ravnovesja med pogosto nasprotujočimi si cilji ohranjanja biološke pestrosti, spodbujanja razvoja človeških virov z vzdrževanjem kulturnih vrednot. Biosferni rezervati so lokacije, kjer se ti cilji preizkušajo, prikazujejo in izvajajo.
Ta interdisciplinarni program je bil ustanovljen leta 1971. Program vodi Mednarodni koordinacijski svet (MAB International Co-ordinating Council), sestavljen iz predstavnikov držav članic, ki jih izvoli Generalna konferenca Unesca. Program izvajajo nacionalni komiteji ali informacijske točke (focal points) programa MAB.

## Cilji programa
Eden osrednjih ciljev programa je ustanoviti omrežje biosfernih rezervatov (Biosphere reserves). To so območja kopnih ali obalno/morskih ekosistemov, kjer se z ustrezno opredelitvijo območij z različnim varstvenim režimom  in upravljanjem usklajujejo ohranjevanje ekosistemov in njihove biotske raznovrstnosti s trajnostno rabo naravnih virov. Pri tem je nujno sodelovanje lokalnih skupnosti, ki naj bi v območjih MAB laže uveljavljale svoje interese. Hkrati bi v teh območjih potekala znanstvena raziskovanja, spremljanje stanja, izobraževanje in usposabljanje. 

## Seviljska strategija
Marca leta 1995 sta bila na mednarodni konferenci v Sevilji sprejeta Strategija in statutarni okvir (Statutary Framework) za razvoj svetovnega omrežja biosfernih območij. Istega leta je oba dokumenta potrdila Generalna konferenca UNESCO.

## Biosferni rezervat
Biosferni rezervat je območje, ki so ga predlagali njegovi prebivalci, ratificiral nacionalni odbor s programom UNESCO »Človek in biosfera (MAB)«, in ki dokazuje inovativne pristope k življenju in delu v sožitju z naravo. To so območja, na katerem se uresničujejo trije poglavitni cilji: ohranjanje naravne dediščine in biotske pestrosti, trajnostni razvoj ter znanstveno raziskovanje in spremljanje stanja (monitoring). 
Izraz »biosfera« se nanaša na vse kar oskrbujejo življenje na Zemlji: zemljo, vodo in atmosfero. Beseda »rezervat« pomeni, da je to posebno področje priznano da uravnava in ohranjanja s trajnostno rabo. Izraz »rezervat« ne pomeni, da so ti kraji izključeni iz človekove uporabe in razvoja. Humana uporaba prostora je pomemben del programa Človek in biosfera.
Vsako biosferno območje kaže praktične pristope za uravnoteženje ohranjanja in človekovo rabo območja. So odlični primeri pobud, ki temeljijo na skupnosti, ki varuje naravno okolje, hkrati pa zagotavlja nadaljnjo zdravo rast lokalnega gospodarstva.
Biosferni rezervat priznava, da je kakovostno gospodarstvo zahteva kakovostno okolje in da je ohranjanje narave pomembno za oba. Program je povsem prostovoljen. Oblast nad rabo tal in vodami se ne spremeni, ko se določi biosferni rezervat. Vladne pristojnosti in zasebna lastninska pravica ostanejo kot so bile pred imenovanjem. Svetovno mrežo biosfernih rezervatov trenutno sestavlja 738 rezervatov v 134 državah.
Biosfera ni nova raven birokracije, ni svetovna kulturna dediščina, ne ustvarja novih zavarovanih območij, ne ustvarja novih zakonskih predpisov in ne omejuje pravice državljanov. Osrednja območja teh rezervatov so običajno že pod strožjim režimom varovanja in so navadno že zavarovana s posebno nacionalno zakonodajo držav, na katerih ozemlju ležijo. Zelo pogosto gre za narodne parke ali naravne rezervate, nemalokrat pa tudi za območja, zavarovana z mednarodnimi konvencijami - na primer za območja mednarodno pomembnih mokrišč ali območja, vpisana v UNESCOv seznam naravne in kulturne dediščine človeštva. 

### Ureditev biosfernih rezervatov
Ureditev biosfernih rezervatov je v splošnem podobna urejanju narodnih parkov, a mnogo manj stroga:
- Bistveni del vsakega parka je njegovo jedro, zato je nujno strokovno preudarno varovanje biotske raznovrstnosti z odvračanjem vsega kar moti naravo;
- Osrednji del parka naj obdaja varovalni (blažilni) pas, v katerem so dopuščene le sonaravne dejavnosti stalnega prebivalstva, ekoturizem in rekreacija, raziskovanja in okoljsko izobraževanje, ne pa naseljevanje;
- Zunanje prilagodljivo prehodno območje, v katerem so gospodarske dejavnosti in turistična središča z agencijami ter širokim zaledjem za turizem.

## Biosferni rezervati v Sloveniji
Pod Unescovo zaščito so v Sloveniji:
- 15. septembra 2003 je UNESCO razglasil Julijske Alpe za biosferni rezervat svetovnega pomena - Biosferni rezervat Julijske Alpe.[2] To je prvi biosferni rezervat v Sloveniji in obsega 195.723 hektarov v občinah Bled, Bohinj, Bovec, Jesenice, Kobarid, Kranjska Gora, Radovljica, Tolmin in Žirovnica. Meja tega biosfernega rezervata poteka vzdolž državne meje med Slovenijo in Italijo. To je območje alpskih gora in kraških planot, z alpsko klimo, za katero so značilne hladne zime in kratka poletja, čeprav imajo doline, ki se odpirajo proti Sredozemlju na jugu, blažje podnebne razmere. Osrednje in robno območje v Julijskih Alpah sta določeni z zakonom o Triglavskem narodnem parku, prehodno območje pa obsega širši del Julijskih Alp. Namen rezervata je uskladiti varstvo bogatih bioloških vrednot in krajinske raznolikosti s trajnostno rabo (kmetijstvo, gozdarstvo, mlekarstvo, ribištvo, upravljanje z vodami, proizvodnja sira, turizem).

- 29. oktobra 2004 je bil v svetovno mrežo biosfernih rezervatov sprejet tudi Park Škocjanske jame - imenuje se Kraški biosferni rezervat.[3] Obsega strogo zavarovano območje samega parka Škocjaske jame, vključno s Škocjanskimi jamami, ki so označene kot območje svetovne dediščine in Ramsarska mokrišča mednarodnega pomena, vplivno območje parka, ki združuje vzporedne aktivnosti v skladu s smiselno ekološko rabo in prehodno območje, ki obsega območje občine Divača.

- Leta 2010 je bilo širše območje Kozjanskega z Obsoteljem razglašeno za biosferni rezervat. Obsega površino 94,81 ha. Kozjanski in Obsotelski biosferni rezervat zaznamuje zaprta veriga predalpskih gričev, nepovezana območja terciarnih nižjih gričev in veriga nižinskih polj. Posebnosti območij so pestre, vendar med seboj povezane naravoslovno-geografske in kulturno naseljene enote..[4]

- Na letni konferenci programa Človek in biosfera v Palembangu v Indoneziji je Unesco dne 27. julija 2018 razglasil biosferni rezervat Mura. Ta obsega 28.652 hektarjev poplavne ravnine od avstrijsko-slovenske do hrvaško-madžarske meje (46°28′11″N 16°08′31″E / 46.46972°N 16.14194°E), od tega glavno območje 7847 ha, obrobni pasovi 8451 ha in prehodna območja 12354 ha. Območje »vključuje največji ohranjeni kompleks poplavnih ravnic v Sloveniji, kjer je prepletanje naravnih dejavnikov in človeške prisotnosti ustvarilo izjemno kulturno rečno pokrajino«[5]. Območje predstavlja največji slovenski poplavni gozd in je bogato z ribjimi vrstami kot sta kečiga in sulec ter gnezdišči orla belorepca in črnih štorkelj.

- Leta 2021 je bilo ustanovljeno Biosferno območje petih držav Mura-Drava-Donava (Avstrija, Hrvaška, Madžarska, Srbija, Slovenija).[6] Prvo biosferno območje, ki povezuje pet držav na svetu, zajema največji in najbolje ohranjen rečni sistem v Srednji Evropi in želi ustvariti model mednarodnega sodelovanja pri upravljanju porečij, hkrati pa graditi mostove med ljudmi in naravo. Združuje Biosferno območje Spodnja dolina Mure (Avstrija), Čezmejno biosferno območje Mura-Drava-Donava (Hrvaška in Madžarska), Biosferno območje Bačko Podunavlje (Srbija) in Biosferno območje reke Mure (Slovenija).